# أم جرن (الرقة)
أم جرن قرية سورية تتبع ناحية عين عيسى في منطقة تل أبيض في محافظة الرقة. بلغ عدد سكانها 85 نسمة في عام 2004 حسب إحصاء المكتب المركزي للإحصاء.